# Byworth
Byworth – wieś w Anglii, w hrabstwie West Sussex, w dystrykcie Chichester. Leży 20 km na północny wschód od miasta Chichester i 69 km na południowy zachód od Londynu.